# Christian Löber (Generalsuperintendent)
Christian Löber, auch Christian Loeber (* 22. Januar 1683, anderes Datum: 2. Februar 1683 in Naschhausen bei Orlamünde; † 26. Dezember 1747 in Altenburg) war ein deutscher evangelisch-lutherischer Geistlicher und Theologe.

## Leben
Christian Löber war der Sohn von Christoph Heinrich Löber (* 25. Oktober 1634 in Weimar; † 1. November 1705 in Orlamünde), Pastor und Superintendent und dessen Ehefrau Anna Katharina († 13. November 1700 in Orlamünde), Tochter von Christoph Schmidt. Er hatte noch sechs leiblich und zehn Halbgeschwister, von diesen war seine Schwester Anna Sophie Löber mit dem Göttinger Hochschullehrer und späteren Diakon Johann Samuel Heumann (1665–1722) verheiratet.
Er besuchte die Schule in Rudolstadt und immatrikulierte sich 1698 an der Universität Jena; 1700 erlangte er dort seinen Magister. Während seines Studiums erlernte er die orientalischen Sprachen bei Johann Andreas Danz und hörte philosophische Vorlesungen bei Johann Paul Hebenstreit, Mathematik bei Georg Albrecht Hamberger, in Geschichte bei Burkhard Gotthelf Struve, und in der Theologie bei Friedemann Bechmann, Valentin Veltheim, Philipp Müller und Johann Paul Hebenstreit.
Er wurde 1702 in Altenburg ordiniert und war der Substitut seines Vaters in Orlamünde. 1705 unternahm er eine wissenschaftliche Reise und wurde 1706 Adjunkt der philosophischen Fakultät der Universität Jena. 1709 wurde er zum Altenburgischen Landeskircheninspektor und Schulinspektor ernannt.
1711 erfolgte seine Ernennung zum Superintendenten in Ronneburg und, als Nachfolger von Karl Andreas Redel (1664–1730), 1731 zum Generalsuperintendenten in Altenburg; dort wurde er 1738 Kirchenrat, Konsistorialrat und Oberhofprediger. In dieser Zeit erfolgte auch seine Promotion zum Dr. theol. an der Universität Jena 1714.
Nach seinem Tod folgte ihm Johann Christian Stemler als Generalsuperintendent. Das lebensgroße Bildnis von Christian Löber hängt neben der Kanzel der Friedhofs-Kirche in Altenburg.

## Familie
Christian Löber war seit dem 15. Dezember 1712 mit Dorothee Sophie Börner (* 1697; † 8(13). März 1771 in Altenburg), Tochter des Amtsadjunktes Jacob Abraham Börner (* 23. November 1647 in Ronneburg; † 17. Oktober 1722 in Ronneburg) und dessen Frau Dorothea Elisabeth Brager († 7. April 1717 in Ronneburg), in Ronneburg verheiratet. Gemeinsam hatten sie elf Kinder, von diesen kennt man:
1. Traugott Christina Wilhelmina Löber  (* 17. Juni 1714 in Ronneburg; † 25. April 1722 ebenda)
2. Gotthilf Christian Löber (* 30. November 1715 in Ronneburg; † 17. April 1722 ebenda)
3. Gottlieb Friedemann (* 3. Mai 1718 in Ronneburg; † 5. November 1719 ebenda)
4. Gottwertha Dorothea Löber (* 20. Juni 1720 in Ronneburg; † 1721 ebenda)
5. Gotthilf Friedemann Löber (* 22. Oktober 1722 in Ronneburg; † 22. August 1799 in Altenburg)
6. Traugott Christiane Dorothea Löber (* 31. März 1724 in Ronneburg; † 15. Dezember 1788 in Dresden), Dichterin, 1754 verheiratet mit dem Erfurter Juristen und Arzt Ludolph Wilhelm Lilien († um 1784);[7]
7. Gotthold Ernst Löber (* 21. November 1725 in Ronneburg; † 1. Dezember 1784 in Dresden); kursächsischer Hofrat und Leibmedikus in Dresden;
8. Gottlob Christian Löber (* 18. Oktober 1727 in Ronneburg; † 1765 ebenda), Landrichter Ronneburg
9. Gottwerth Heinrich Löber (* 2. Juni 1729 in Ronneburg; † 20. März 1761 in Schmölln), 1751 Lehrer in Altenburg, 1754 Pfarrervetreter in Nobitz, 1759 Archidiakon in Schmölln, ⚭ Johanna Christiane Magdalene Pflugk († 1772)
10. Friedrich Georg Wilhelm Löber (* 3. Oktober 1733 in Altenburg; † 21. Januar 1753 in Jena); Student an der Universität Jena;
11. Christian Joseph Löber (* 14. August 1743 in Altenburg; † 22. Dezember 1794 in Vorsfelde), 1760 Student Universität Erfurt, 1763 Student Uni. Leipzig, Mag. phil. & 1767 Dr. med. (Erfurt), 1768 Prof u. 1772 a.o. Prof. Uni. Erfurt, 1774 Physikus Mühlberg, dann Amts- und Landphysikus in Gommern,1790 Physikus Vorsfelde,[8] und seit 1778 Ordensmeister der Freimaurer-Großloge Indissolubilis in Berlin[9].

Sein Enkel war Gottwerth Heinrich Löber (* 3. Mai 1760 in Schmölln; † 15. September 1808 in Kahla), Oberpfarrer und Superintendent in Kahla.

## Schriftstellerisches Wirken
Er war Mitarbeiter am revidierten ernestinischen Bibelwerk und verfasste außer Gedächtnispredigten und Programmen 1722 eine Historie von Ronneburg und Umständliche Nachricht von denen Salzburgischen Emigranten, welche vom 10. bis 13. Juni durch Ronneburg zogen, das 1732 veröffentlicht wurde. Weiterhin befasste er sich mit dem Verfassen von Kirchenliedern. Seine Dogmatik aus dem Jahr 1711, die ein deutschsprachiges Gegenstück zum Compendium theologiae positivae von Johann Wilhelm Baier darstellte, wurde 1872 erneut herausgegeben und mit einem Vorwort von C. F. W. Walther versehen.

## Ehrungen und Auszeichnungen
- Am 30. Oktober 1699 erhielt er durch den Comes Palatinus Caesareus Christian Ludwig Fritzsche die Würde eines Poeta laureatus.[11]

## Schriften (Auswahl)
- Die Lehre der Wahrheit zur Gottseligkeit, d. i. Theologia positiva, deutsch. Altenburg 1711.
  - neu herausgegeben als: Evangelisch-Lutherische Dogmatik. St. Louis/Leipzig 1872.
- De Oratione Pro Mortuis : Commentatio Theologica Ad Ea Quae In August. Confess. Apologia De Hoc Loco Habentur. Ronneburg 1722.
- Umständliche Nachricht Von denen Saltzburgischen Emigranten, Welche Vom 10. biß 13. Jun. 1732. Durch Die Fürstl. Sächß. Residentz- und Creyß-Stadt Altenburg gezogen: Daselbst mit aller Liebe angenommen, an Seel und Leib erqvicket und verpfleget, auch mit gleicher Liebe wieder fortgelassen worden. Altenburg 1732.
- Programma locvm Hilarii svbdifficilem de ministerio ecclesiastico illvstrans. Altenburg 1738.
- Programma De Nomine Salvatoris Satis Latino: Qvo In Illvstri Gymnasio Fridericiano Altenbvrgensi Ad D. XIX. Ian. CIƆ IƆCC XXXXVII. Viro Praeclarissimo Amplissimo Doctissimoqve M. Salomoni Ranischio Proviniam Conrectoris Nec Non Viro Praeclarissimo Doctissimoqve Viprechto Christiano Hvssio Mvnvs Svbconrectoris Ritv Pvblico Mandatvm Iri. Altenburg 1747.